# Bubak
Bubak ist eine Hörfunksendung des Rundfunks Berlin-Brandenburg (RBB) und des dazugehörigen Bramborske Serbske Radijo (deutsch Brandenburgisch-Sorbisches Radio) mit Sitz in Cottbus. Die Sendung richtet sich an Jugendliche mit niedersorbischer Muttersprache und jene, welche Sorbisch lernen. Der Bubak (sorbisch ‚Aufhocker‘), Namensgeber der Sendung, „soll ein kleines dämonisches schwarzes Wesen, ein launisches listiges Männlein gewesen sein, mit dem man kleine Kinder schreckte, wenn sie unartig waren“ (RBB).
Sendetermin ist der erste und dritte Donnerstag im Monat zwischen 12.00 Uhr und 13.00 Uhr, die Wiederholung wird am gleichen Tag von 19:00 Uhr bis 20 Uhr gesendet. Weiterhin können die Sendungen noch weitere sieben Tage im Internet nachgehört werden. Die Sendung wird von jungen Wenden für junge Wenden produziert. Neben einzelnen Berichten wird moderne Pop-, Rock- und Hip-Hop-Musik gespielt, und in jeder Sendung wird auch ein sorbisch-wendisches Lied gespielt. 